# Stehelčeves
Stehelčeves (en allemand : Steltschowes) est une commune du district de Kladno, dans la région de Bohême-Centrale, en Tchéquie. Sa population s'élevait à 1 029 habitants en 2020.

## Géographie
Stehelčeves se trouve à 7 km au nord-est de Kladno et à 21 km à l'ouest-nord-ouest de Prague.
La commune est limitée par Brandýsek au nord, par Dřetovice au nord-est, par Zájezd à l'est, par Buštěhrad au sud, et par Kladno et Cvrčovice à l'ouest.

## Histoire
La première mention écrite de la localité date de 1316.